# Jhonatan Restrepo Valencia
Jhonatan Restrepo Valencia (Pácora, Departament de Caldas, 28 de novembre de 1994) és un ciclista colombià, professional des del 2014, actualment corre a l'equip Polti Kometa. Combina la carretera amb la pista, on ha obtingut certs èxits. En carretera destaca la victòria al Giro de la Província de Reggio de Calàbria de 2023, així com diverses etapes en curses menors.

## Palmarès en pista
- 2013
  -  Campió del Colòmbia en Persecució
  -  Campió del Colòmbia en Persecució per equips
- 2014
  - 1r als Campionats Panamericans en Persecució per equips
  -  Campió del Colòmbia en Persecució
  -  Campió del Colòmbia en Persecució per equips
  -  Campió del Colòmbia en Madison
- 2015
  - Medalla d'or als Jocs Panamericans en Persecució per equips
  - 1r als Campionats Panamericans en Persecució
  - 1r als Campionats Panamericans en Persecució per equips

## Palmarès en ruta
- 2013
  - Vencedor de 2 etapes a la Volta a Colòmbia sub-23
- 2015
  - Campió panamericà sub-23 en ruta
  - Vencedor d'una etapa a la Volta a Colòmbia sub-23
- 2019
  - Vencedor d'una etapa de la Vuelta al Valle del Cauca
- 2020
  - Vencedor de 2 etapes de la Volta al Táchira
  - Vencedor de 4 etapes al Tour de Ruanda
- 2021
  - Vencedor d'una etapa del Tour de Ruanda
- 2022
  - Vencedor d'una etapa del Tour de Ruanda
- 2023
  - 1r al Giro de la Província de Reggio de Calàbria
- 2024
  - Vencedor d'una etapa al Tour Colombia
  - Vencedor d'una etapa del Tour de Ruanda

### Resultats a la Volta a Espanya
- 2016. 128è de la classificació general
- 2018. 105è de la classificació general

### Resultats al Giro d'Itàlia
- 2020. 103è de la classificació general